# Willem de Vries Lentsch jr.

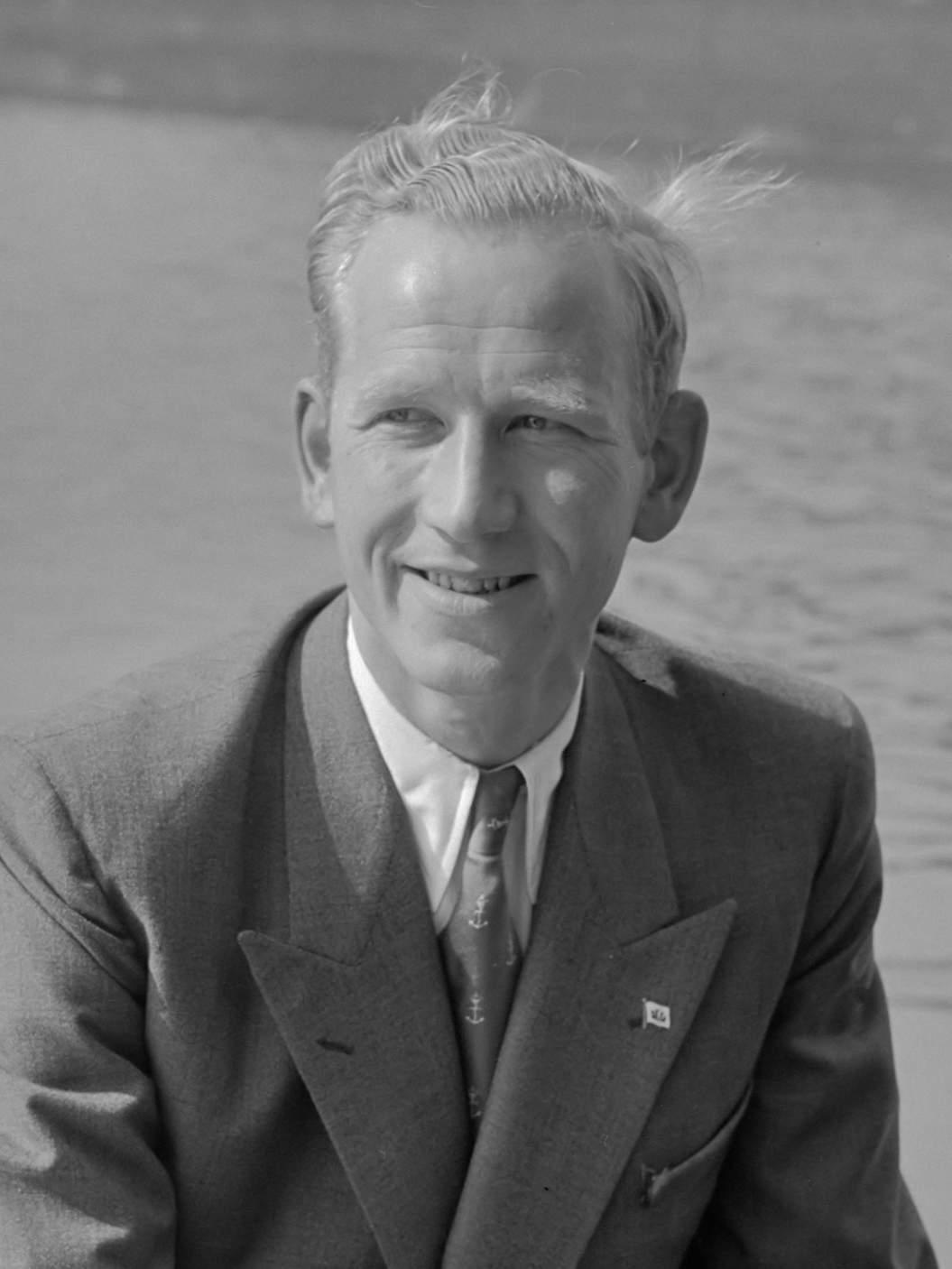
Willem de Vries Lentsch (1952)

Willem de Vries Lentsch jr. (Nieuwendam, 31 mei 1919 – Amsterdam, 27 januari 2007) was een Nederlandse zeiler, jachtontwerper en scheepsbouwer, die internationale bekendheid genoot. 

## Biografie
Willem de Vries Lentsch jr. was de zoon van Willem de Vries Lentsch sr., winnaar van een bronzen medaille in de Star op de Olympische Spelen van 1936 in Berlijn. Hij was een neef van Gerard de Vries Lentsch jr., die de zilveren medaille won in de achtmeterklasse tijdens de Olympische Spelen van 1928 in Amsterdam. Beide broers waren eveneens vermaarde bootbouwers. De familie De Vries Lentsch heeft een stempel gedrukt op het huidige wedstrijdzeilcircuit onder meer door het ontwerpen van de Regenboog, de Pampus en de Vrijheid. Alle drie de boottypen zijn nog veel op de Nederlandse wedstrijdwateren te zien. De Pampus werd ontworpen door G. de Vries Lentsch (Gerardus Janszoon), geboren 14 april 1901 van Scheepswerf "Het Fort" Fa. G. de Vries Lentsch te Nieuwendam. W. de Vries Lentsch sr. heeft nog nooit een potlood vastgehouden. De laatste directeur van "Het Fort" was de heer Jan de Vries Lentsch III, overleden op 13 september 2010. De Regenboog werd ontworpen door G. de Vries Lentsch jr. (Gerardus II), stichter van de Amsterdamsche Scheepswerf (1917) G. de Vries Lentsch jr. en een oom van Geradus Janszoon de Vries Lentsch.
W. de Vries Lentsch jr., niet te verwarren met de huidige jachtontwerper W. de Vries Lentsch, zoon van W. de Vries Lentsch jr., uit de Rijp, zeilde zelf ook op de Olympische Spelen van 1948 (in de Swallow) en 1952 (in de 5,5 meter klasse), waarbij hij respectievelijk een 11de en een 13de plaats behaalde. Hij was vijftien jaar lang voorzitter van het tentoonstellingscomité van de Hiswa. Tevens is hij voorzitter van het KNWV geweest.
Zijn militaire dienstplicht vervulde hij vanaf 18 september 1939 bij het korps Pontonniers en Torpedisten in Dordrecht. Op 10 mei 1940 was hij betrokken bij een gevecht tegen Duitse parachutisten in de wijk Krispijn. Als krijgsgevangene werd hij, samen met andere gevangengenomen militairen, tijdens de meidagen 1940 verschillende keren als menselijk schild gebruikt door de Duitsers. Na de oorlog werd De Vries Lentsch bevorderd tot reserve-kapitein. In 2006 is hij benoemd tot ere-lid van de Vereniging (Oud) Pontonniers en Torpedisten (VOPET), waar hij als veteraan bestuurslid (tweede voorzitter) van was.

## Ontwerpen

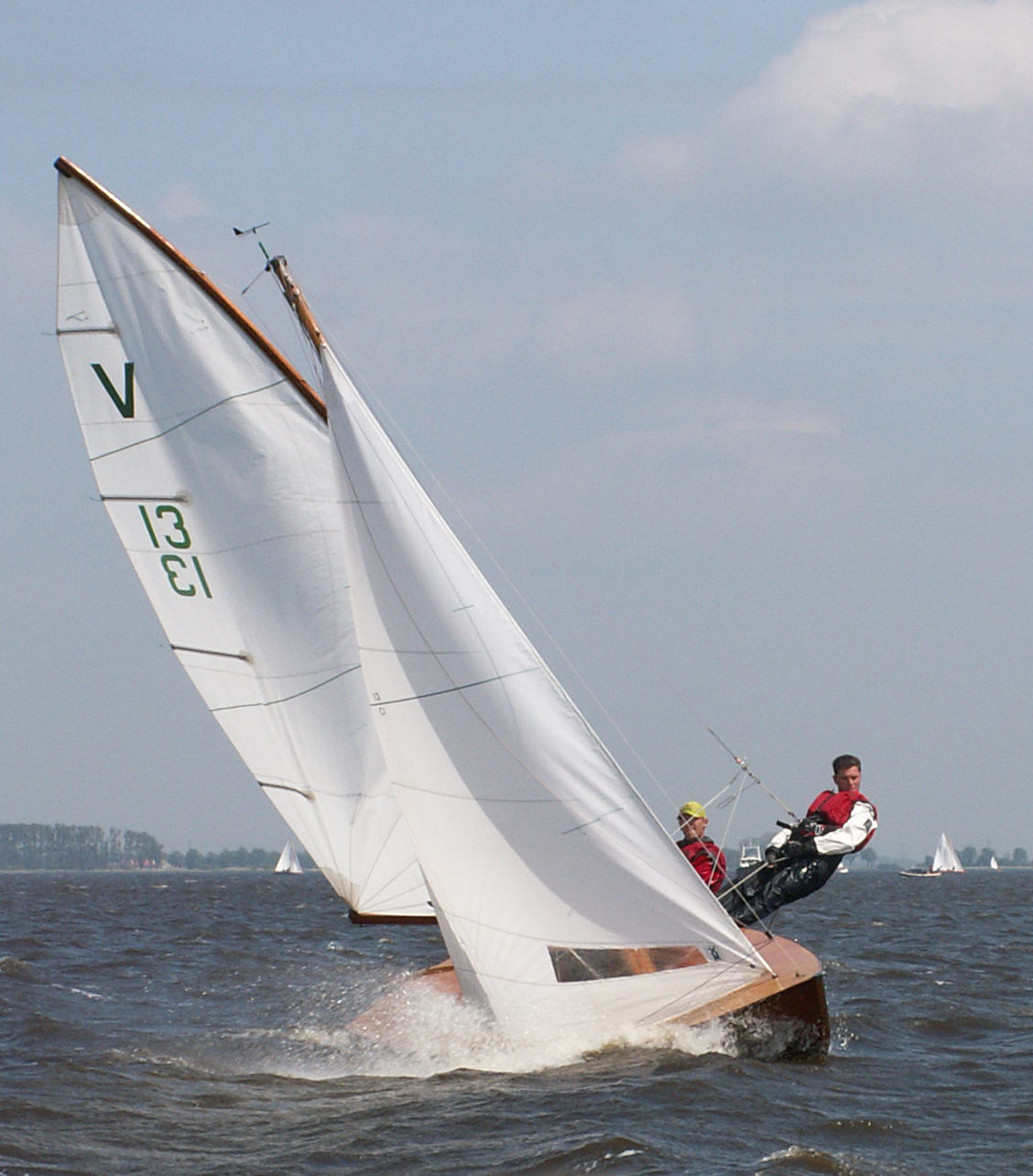
Een Vrijheid op aan de wind

De Vries Lentsch tekende onder andere de Vrijheid, een 5,4 meter open gaffelgetuigd kielbootje, de Waterlandkruiser, de tweemaster Eendracht 1, de driemaster Eendracht 2 en de Dutchy Mark II, een 8,15 meter lang, solide zeewaardig zeiljacht uit 1966. Niet alleen stond hij aan de wieg van een aantal zeilboten, ook tekende hij vele motorjachten, waaronder een aantal reddingboten voor de Koninklijke Nederlandse Redding Maatschappij. In 2005 kreeg Willem de Vries Lentsch het Gouden Waterhoen uitgereikt ter ere van zijn verdienste voor de Hiswa-vereniging en de watersport in het algemeen.